# Његов последњи подвиг
Његов последњи подвиг (енгл. His Last Bow) је збирка приповедака о Шерлоку Холмсу које је написао Артур Конан Дојл, први пут објављена 1917. године. Сва издања ове књиге садрже кратак предговор, „Др Џона Х. Вотсона”, који уверава читаоце да је од датума објављивања Холмс одавно у пензији из своје професије детектива, али да је још увек жив и здрав, иако пати од реуме.

## Историја објављивања
Књигу је у Великој Британији објавила издавачка кућа John Murray у октобру 1917. године, а у САД истог месеца George H. Doran Co.
Збирка садржи „Картонску кутију”, која је такође била укључена у прво издање Мемоара Шерлока Холмса (1894), али је избачена из каснијих издања те књиге.
Шест прича објављено је у британском часопису The Strand Magazine између септембра 1908. и децембра 1913. године. Овај часопис је објавио приповетку „Вистерија лоџ” као „Сећања на Шерлока Холмса” и поделио ју је на два дела, под насловима „Јединствено искуство господина Џона Скота Еклса” и „Тигар из Сан Педра”. Каснија издања Његовог последњег подвига исправили су назив из „Вистарија” у „Вистерија”.
Последња прича, „Његов последњи подвиг: Ратна служба Шерлока Холмса” (1917), епилог о Холмсовој ратној служби, први пут је објављена у америчком часопису Collier's 22. септембра 1917 — месец дана пре изласка књиге 22. октобра.

## Адаптације
Серије за које су адаптиране све приче у Његовом последњем подвигу укључују филмски серијал о Шерлоку Холмсу са Еје Норвудом (1921–1923) и радио-серију Авантуре Шерлока Холмса (1930–1936). Све приче у збирци осим последње адаптиране су као епизоде радио-серије Нове авантуре Шерлока Холмса (1939–1950), и све су драматизоване за BBC-јеву радио-серију Шерлок Холмс (1952–1969).
Све приче у збирци, осим приповетке „Његов последњи подвиг”, прилагођене за телевизију као епизоде телевизијске серије Авантуре Шерлока Холмса (1984–1994). Његов последњи подвиг је драматизован за BBC Radio 4 током 1994. као део радио-серије Шерлок Холмс (1989–1998). Све приче у збирци адаптиране су као епизоде радио-серије Класичне авантуре Шерлока Холмса (2005–2016). Приче у Његовом последњем подвигу су такође прилагођене за разне друге продукције.